# Turdoides striata
Turdoides striata là một loài chim trong họ Leiothrichidae.
Loài này được tìm thấy ở Tiểu lục địa Ấn Độ. Loài này là loài chim thường trú phổ biến ở hầu hết các vùng của tiểu lục địa Ấn Độ và thường được nhìn thấy trong khu vườn trong thành phố lớn cũng như ở các khu vực có rừng.